# Lille Heddinge Kirke
Lille Heddinge Kirke er en kirke i Lille Heddinge Sogn i Stevns Kommune, ca. 4 km syd for Store Heddinge. Den hvidkalkede kirke er både udvendig og indvendig hvidkalket og er opført i årene 1150-1200 i kalksten fra Stevns Klint.
Skibet, den ældste og midterste del af kirken, blev opført i romansk stil af kalksten i 1150-1200. De sengotiske tilbygninger, som består af våbenhus, tårn og sakristi, blev tilføjet i perioden 1475-1525. Tilbygningerne er opført dels i kalksten dels i mursten.
Tårnet er opført i kridt og tegl. Tårnets taggavle står i den naturlige sten. Formentlig er den på et tidspunkt blevet renset for pudslag. Trappehuset på nordsiden af tårnet er tilbygget på et senere tidspunkt og monteret med en trappe fra renæssancen.
Ved indgangsdøren er der i væggen ridset en runeinskription med navnet "Peter". Ved indgangen fra våbenhuset til kirkerummet sidder en sengotisk trædør med smedejernsgreb. Den er udført af en mester fra Køge midt i 1500-tallet. Indvendigt er det flade, romanske loft blevet erstattet af det gotiske, hvælvede, himmelstræbende loft. En kristusfigur på væggen er det tilbageblevne af et korbuekrucifiks fra ca. 1300.